# Naajaat
Naajaat, Naajat – osada na zachodnim wybrzeżu Grenlandii, w gminie Qaasuitsup. Według danych oficjalnych liczba mieszkańców w 2011 roku wynosiła 50 osób.